# Краснощёковский сельсовет
Краснощёковский сельсовет — муниципальное образование со статусом сельского поселения и административно-территориальное образование в Краснощёковском районе Алтайского края России. Административный центр — село Краснощёково.

## Демография
| 1997  | 1998  | 1999  | 2000  | 2001  | 2002  | 2003  | 2004  | 2005  |
| ----- | ----- | ----- | ----- | ----- | ----- | ----- | ----- | ----- |
| 6196  | ↗6203 | ↘6185 | ↘6078 | ↗6119 | ↘5988 | ↗6038 | ↘5987 | ↘5890 |
| 2006  | 2007  | 2008  | 2009  | 2010  | 2011  | 2012  | 2013  | 2014  |
| ↘5797 | ↘5720 | ↘5655 | ↗5732 | ↘5442 | ↘5415 | ↘5340 | ↘5182 | ↘5085 |
| 2015  | 2016  | 2017  | 2018  | 2019  | 2020  | 2021  |       |       |
| ↘5065 | ↘4977 | ↘4935 | ↘4893 | ↘4875 | ↘4779 | ↘4694 |       |       |

По результатам Всероссийской переписи населения 2010 года, численность населения муниципального образования составила 5442 человека, в том числе 2537 мужчин и 2905 женщин.

## Состав поселения
- Краснощёково (село, административный центр) — 4492[4]
- Малая Суетка (посёлок) — 109[11]
- Семёновка (посёлок) — 104[11]
- Чарышский (посёлок) — 121[11]